# Психоделический соул
Психоделический соул (с англ. — «psychedelic soul»; первоначально называемый блэк-рок или объединяемый с психоделическим фанком) — музыкальный жанр, возникший в конце 1960-х годов, когда музыканты блэк-соула восприняли элементы психоделического рока, включая его методы продюсирования, инструментовку, блоки эффектов (педаль wah-wah, фэйзер и т. д.). и наркотическое воздействие. Она приобрела известность в конце 1960-х и продолжалась до 1970-х годов, сыграв важную роль в развитии фанка и диско.
Среди новаторов, работавших в этом жанре, были Sly and the Family Stone, Джими Хендрикс, Айзек Хейз, The Temptations, The Chambers Brothers и коллектив Джорджа Клинтона Parliament-Funkadelic.

## История

### Истоки

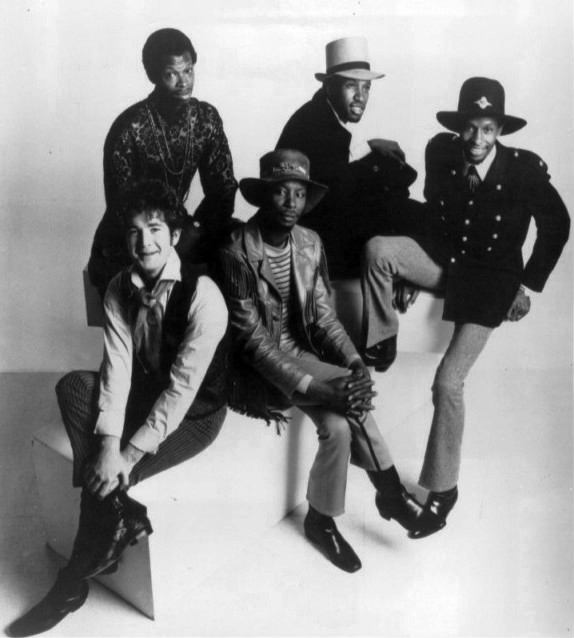
Группа The Chambers Brothers в 1970 году

Следуя примеру Джими Хендрикса в психоделическом роке, в конце 1960-х психоделия начала оказывать широкое влияние на афроамериканских музыкантов, особенно на звёзд лейбла Motown. Под влиянием движения за гражданские права он имел более мрачный и политический оттенок, чем бо́льшая часть психоделического рока. Основываясь на фанковом звучании Джеймса Брауна, пионерами этого направления стали Sly and the Family Stone с такими песнями, как «Dance to the Music» (1968 г.), «Everyday People» (1968 г.) и «I Want to Take You Higher» (1969 г.), у которого было звучание, подчеркивающее искажённую электрическую ритм-гитару и сильные басовые линии. Также важными были The Temptations и их продюсер Норман Уитфилд, который перешёл от относительно лёгкой вокальной группы к более жёстким и актуальным материалам, таким как «Cloud Nine» (1968 г.), «Runaway Child, Running Wild» (1969 г.) и «Psychedelic Shack» (1969 г.).

### Развитие
Другие группы Motown вскоре вышли на «психоделическую территорию», в том числе такие известные исполнители, как The Supremes с песнями «Reflections» (1967 г.), «Love Child» (1968 г.) и «Stoned Love» (1970 г.). Психоделические влияния также можно было услышать в творчестве Стиви Уандера и в социально-сознательной работе Марвина Гэя What’s Going On (1971 г.). Среди исполнителей, которые пробились в психоделический соул, были The Chambers Brothers с песнями «Time Has Come Today» (1966 г.), но она попала в чарты только в 1968 году), Артур Браун с его «Fire» (1968 г.) Arthur Brown with «Fire» (1968),, The 5th Dimension с кавер-версией «Stoned Soul Picnic» Лоры Найро (1968 г.), «War» Эдвина Старра (1970 г.) и The Undisputed Truth с «Smiling Faces Sometimes» (1971 г.).
Взаимозависимые коллективы Джорджа Клинтона Funkadelic и Parliament и их различные побочные релизы, испытавшие влияние детройтских рок-групп, включая MC5 и The Stooges, использовали расширенные искажённые гитарные соло и психоделические звуковые эффекты в сочетании с сюрреалистическими образами и сценическими выходками, особенно на ранних альбомах Funkadelic, таких как Funkadelic (1970 г.), Free Your Mind... and Your Ass Will Follow (1970 г.), и Maggot Brain (1971 г.); и альбом Parliament Osmium (1970 г.), выпустивший более сорока синглов, в том числе три в первой десятке США, и три платиновых альбома. Альбом Шугги Отиса 1974 года Inspiration Information был записью в стиле психоделический соул, которая появилась слишком поздно, чтобы воспользоваться популярностью стиля, но позже получила признание, когда была переиздана в 2001 году.

### Упадок и влияние
В то время как психоделический рок «начал колебаться» в конце 1960-х, психоделический соул продолжался и в 1970-х, достигнув пика популярности в первые годы десятилетия и исчезнув только в конце 1970-х, когда вкусы начали меняться. Айзек Хейз и Кёртис Мейфилд добавили оркестровую инструментовку, создав т. н. кинематографический соул, который в конечном итоге привёл к диско. Такие группы, как Earth, Wind & Fire, Kool & the Gang и Ohio Players, которые начинали как исполнители психоделического соула, включили его звучание в фанк-музыку и, в конечном счёте, в диско, которое частично заменило его.

### Современные исполнители
К современным исполнителям психоделического соула относятся Эрика Баду, Билал, Black Pumas, Жанель Монэ, и Адриан Янг. О музыке Кали Учис в Pitchfork Media отметили, что «Наблюдать за тем, как её расслабленный психоделический соул эволюционирует в уверенную, изменяющуюся форму поп-музыки, было увлекательно; целое поколение поклонников попало под чары её экспериментальной ностальгической музыки».